# Az uralkodónő epizódjainak listája
Ez a cikk Az uralkodónő című sorozat epizódjait listázza.

## Évados áttekintés
| Évad | Évad | Epizódok | Eredeti sugárzás  | Eredeti sugárzás | Eredeti adó | Magyar sugárzás      | Magyar sugárzás    | Magyar adó |
| Évad | Évad | Epizódok | Évadpremier       | Évadfinálé       | Eredeti adó | Évadpremier          | Évadfinálé         | Magyar adó |
| ---- | ---- | -------- | ----------------- | ---------------- | ----------- | -------------------- | ------------------ | ---------- |
|      | 1    | 22       | 2013. október 17. | 2014. május 15.  | The CW      | 2014. augusztus 21.  | 2015. február 5.   | FEM3       |
|      | 2    | 22       | 2014. október 2.  | 2015. május 14.  | The CW      | 2015. február 12.    | 2015. július 9.    | FEM3       |
|      | 3    | 18       | 2015. október 9.  | 2016. június 20. | The CW      | 2017. január 18.     | 2017. február 10.  | AXN White  |
|      | 4    | 16       | 2017. február 10. | 2017. június 16. | The CW      | 2017. szeptember 23. | 2017. november 18. | TV2        |

## 1. évad (2013-2014)
| Sor. | Év. | Cím                    | Rendező          | Író                                                                   | Premier                                 | Nézettség   |
| ---- | --- | ---------------------- | ---------------- | --------------------------------------------------------------------- | --------------------------------------- | ----------- |
| 1.   | 1.  | Pilot                  | Brad Silberling  | Laurie McCarthy és Stephanie Sengupta                                 | 2013. október 17. 2014. augusztus 21.   | 1,98 millió |
| 2.   | 2.  | Snakes in the Garden   | Matt Hastings    | Laurie McCarthy                                                       | 2013. október 24. 2014. augusztus 28.   | 1,83 millió |
| 3.   | 3.  | Kissed                 | Holly Dale       | Doris Egan                                                            | 2013. október 31. 2014. szeptember 4.   | 1,57 millió |
| 4.   | 4.  | Hearts and Minds       | Scott Peters     | P. K. Simonds                                                         | 2013. november 7. 2014. szeptember 11.  | 1,64 millió |
| 5.   | 5.  | A Chill in the Air     | Bruce McDonald   | Jennie Snyder Urman                                                   | 2013. november 14. 2014. szeptember 18. | 1,73 millió |
| 6.   | 6.  | Chosen                 | Bradley Walsh    | Wendy Riss Gatsiounis                                                 | 2013. november 21. 2014. szeptember 25. | 1,81 millió |
| 7.   | 7.  | Left Behind            | Jeremiah Chechik | Drew Lindo                                                            | 2013. december 5. 2014. október 2.      | 1,66 millió |
| 8.   | 8.  | Fated                  | Fred Gerber      | Laurie McCarthy                                                       | 2013. december 12. 2014. október 9.     | 1,86 millió |
| 9.   | 9.  | For King and Country   | Helen Shaver     | Történet: Alan McCullough Tévéjáték: Alan McCullough és Edgar Lyall   | 2014. január 23. 2014. október 16.      | 1,74 millió |
| 10.  | 10. | Sacrifice              | Rachel Talalay   | P. K. Simonds és Daniel Sinclair                                      | 2014. január 30. 2014. október 30.      | 1,62 millió |
| 11.  | 11. | Inquisition            | Mike Rohl        | Doris Egan                                                            | 2014. február 6. 2014. november 6.      | 1,64 millió |
| 12.  | 12. | Royal Blood            | Holly Dale       | Történet: Wendy Riss Gatsiounis Tévéjáték: Alan McCullough            | 2014. február 27. 2014. november 13.    | 1,32 millió |
| 13.  | 13. | The Consummation       | Fred Gerber      | Laurie McCarthy                                                       | 2014. március 6. 2014. november 20.     | 1,75 millió |
| 14.  | 14. | Dirty Laundry          | Norma Bailey     | Történet: Drew Lindo Tévéjáték: Edgar Lyall                           | 2014. március 13. 2014. november 27.    | 1,48 millió |
| 15.  | 15. | The Darkness           | Steve DiMarco    | Charlie Craig                                                         | 2014. március 20. 2014. december 4.     | 1,61 millió |
| 16.  | 16. | Monsters               | Jeff Renfroe     | Drew Lindo és Wendy Riss Gatsiounis                                   | 2014. március 27. 2014. december 11.    | 1,40 millió |
| 17.  | 17. | Liege Lord             | Allan Kroeker    | Doris Egan                                                            | 2014. április 10. 2014. december 18.    | 1,23 millió |
| 18.  | 18. | No Exit                | Mike Rohl        | Hannah Schneider                                                      | 2014. április 17. 2015. január 8.       | 1,39 millió |
| 19.  | 19. | Toy Soldiers           | Chris Grismer    | Mike Herro és David Strauss                                           | 2014. április 24. 2015. január 15.      | 1,35 millió |
| 20.  | 20. | Higher Ground          | Sudz Sutherland  | Történet: David Babcock és Daniel Sinclair Tévéjáték: Alan McCullough | 2014. május 1. 2015. január 22.         | 1,42 millió |
| 21.  | 21. | Long Live the King     | Jeremiah Chechik | Wendy Riss Gatsiounis és Drew Lindo                                   | 2014. május 8. 2015. január 29.         | 1,34 millió |
| 22.  | 22. | Slaughter of Innocence | David Frazee     | Doris Egan és Laurie McCarthy                                         | 2014. május 15. 2015. február 5.        | 1,24 millió |

## 2. évad (2014-2015)
| Sor. | Év. | Cím                        | Rendező           | Író                                 | Premier                              | Nézettség   |
| ---- | --- | -------------------------- | ----------------- | ----------------------------------- | ------------------------------------ | ----------- |
| 23.  | 1.  | The Plague                 | Fred Gerber       | Laurie McCarthy                     | 2014. október 2. 2015. február 12.   | 1,01 millió |
| 24.  | 2.  | Drawn and Quartered        | Fred Gerber       | Wendy Riss Gatsiounis és Drew Lindo | 2014. október 9. 2015. február 19.   | 1,09 millió |
| 25.  | 3.  | Coronation                 | Holly Dale        | Harley Peyton                       | 2014. október 16. 2015. február 26.  | 1,27 millió |
| 26.  | 4.  | The Lamb and the Slaughter | Sudz Sutherland   | Laurie McCarthy és Adele Lim        | 2014. október 23. 2015. március 5.   | 1,26 millió |
| 27.  | 5.  | Blood for Blood            | Norma Bailey      | P.K. Simonds és Nancy Won           | 2014. október 30. 2015. március 12.  | 1,23 millió |
| 28.  | 6.  | Three Queens               | Steve DiMarco     | Doris Egan                          | 2014. november 6. 2015. március 19.  | 1,33 millió |
| 29.  | 7.  | The Prince of the Blood    | Deborah Chow      | Drew Lindo és Wendy Riss Gatsiounis | 2014. november 13. 2015. március 26. | 1,19 millió |
| 30.  | 8.  | Terror of the Faithful     | Charles Binamé    | Adele Lim és Melody Fox             | 2014. november 20. 2015. április 2.  | 1,10 millió |
| 31.  | 9.  | Acts of War                | Fred Gerber       | Laurie McCarthy és Nancy Won        | 2014. december 4. 2015. április 9.   | 1,22 millió |
| 32.  | 10. | Mercy                      | Rich Newey        | Wendy Riss Gatsiounis és Drew Lindo | 2014. december 11. 2015. április 16. | 1,42 millió |
| 33.  | 11. | Getaway                    | Lynne Stopkewich  | Daniel Sinclair                     | 2015. január 22. 2015. április 23.   | 1,16 millió |
| 34.  | 12. | Banished                   | Larysa Kondracki  | Chelsey Lora                        | 2015. január 29. 2015. április 30.   | 1,02 millió |
| 35.  | 13. | Sins of the Past           | Deborah Chow      | Doris Egan és Melody Fox            | 2015. február 5. 2015. május 7.      | 0,97 millió |
| 36.  | 14. | The End of the Mourning    | Nathaniel Goodman | Laurie McCarthy és Nancy Won        | 2015. február 12. 2015. május 14.    | 1,03 millió |
| 37.  | 15. | Forbidden                  | Charles Binamé    | Laurie McCarthy és Nancy Won        | 2015. február 19. 2015. május 21.    | 1,03 millió |
| 38.  | 16. | Tasting Revenge            | Lee Rose          | P. K. Simonds és Drew Lindo         | 2015. március 12. 2015. május 28.    | 0,96 millió |
| 39.  | 17. | Tempting Fate              | Sudz Sutherland   | Lisa Randolph                       | 2015. március 19. 2015. június 4.    | 1,09 millió |
| 40.  | 18. | Reversal of Fortune        | Anne Wheeler      | Drew Lindo és Wendy Riss Gatsiounis | 2015. április 16. 2015. június 11.   | 1,01 millió |
| 41.  | 19. | Abandoned                  | Deborah Chow      | Nancy Won és Robert Doty            | 2015. április 23. 2015. június 18.   | 0,82 millió |
| 42.  | 20. | Fugitive                   | Norma Bailey      | Doris Egan és Daniel Sinclair       | 2015. április 30. 2015. június 25.   | 0,84 millió |
| 43.  | 21. | The Siege                  | Andy Mikita       | Adele Lim és Lisa Randolph          | 2015. május 7. 2015. július 2.       | 0,97 millió |
| 44.  | 22. | Burn                       | Fred Gerber       | Laurie McCarthy és Nancy Won        | 2015. május 14. 2015. július 9.      | 0,83 millió |

## 3. évad (2015-2016)
| Sor. | Év. | Cím                      | Rendező           | Író                                | Premier                             | Nézettség   |
| ---- | --- | ------------------------ | ----------------- | ---------------------------------- | ----------------------------------- | ----------- |
| 45.  | 1.  | Three Queens, Two Tigers | Holly Dale        | Laurie McCarthy                    | 2015. október 9. 2017. január 18.   | 0,95 millió |
| 46.  | 2.  | Betrothed                | Fred Gerber       | Lisa Randolph                      | 2015. október 16. 2017. január 19.  | 1,00 millió |
| 47.  | 3.  | Extreme Measures         | Holly Dale        | Drew Lindo és Wendy Riss           | 2015. október 23. 2017. január 20.  | 0,90 millió |
| 48.  | 4.  | The Price                | Nathaniel Goodman | April Blair és Robert Doty         | 2015. november 6. 2017. január 23.  | 0,94 millió |
| 49.  | 5.  | In a Clearing            | Deborah Chow      | Shannon Goss                       | 2015. november 13. 2017. január 24. | 1,03 millió |
| 50.  | 6.  | Fight or Flight          | Charles Binamé    | Lisa Randolph                      | 2015. november 20. 2017. január 25. | 1,09 millió |
| 51.  | 7.  | The Hound and the Hare   | Anne Wheeler      | Bo Yeon Kim és Erika Lippoldt      | 2015. december 4. 2017. január 26.  | 1,04 millió |
| 52.  | 8.  | Our Undoing              | Lee Rose          | Gretchen J. Berg és Aaron Harberts | 2016. január 8. 2017. január 27.    | 1,10 millió |
| 53.  | 9.  | Wedlock                  | Norma Bailey      | Wendy Riss és Drew Lindo           | 2016. január 15. 2017. január 30.   | 1,10 millió |
| 54.  | 10. | Bruises That Lie         | Megan Follows     | P.K. Simmons                       | 2016. január 22. 2017. január 31.   | 1,24 millió |
| 55.  | 11. | Succession               | Charles Binamé    | April Blair                        | 2016. április 25. 2017. február 1.  | 0,92 millió |
| 56.  | 12. | No Way Out               | Fred Gerber       | Wendy Riss Gatsiounis              | 2016. május 2. 2017. február 2.     | 0,96 millió |
| 57.  | 13. | Strange Bedfellows       | Norma Bailey      | Shannon Goss                       | 2016. május 9. 2017. február 3.     | 0,78 millió |
| 58.  | 14. | To the Death             | Michael McGowan   | Lily Sparks                        | 2016. május 16. 2017. február 6.    | 0,76 millió |
| 59.  | 15. | Safe Passage             | Stuart Gillard    | Drew Lindo                         | 2016. május 23. 2017. február 7.    | 0,95 millió |
| 60.  | 16. | Clans                    | Fred Gerber       | Gretchen J. Berg és Aaron Harberts | 2016. június 6. 2017. február 8.    | 0,96 millió |
| 61.  | 17. | Intruders                | Lee Rose          | April Blair és Drew Lindo          | 2016. június 13. 2017. február 9.   | 0,81 millió |
| 62.  | 18. | Spiders in a Jar         | Deborah Chow      | Laurie McCarthy                    | 2016. június 20. 2017. február 10.  | 0,93 millió |

## 4. évad (2017)
| Sor. | Év. | Cím                        | Rendező         | Író                                 | Premier                                | Nézettség   |
| ---- | --- | -------------------------- | --------------- | ----------------------------------- | -------------------------------------- | ----------- |
| 63.  | 1.  | With Friends Like These... | Stuart Gillard  | Wendy Riss Gatsiounis és Drew Lindo | 2017. február 10. 2017. szeptember 23. | 0,78 millió |
| 64.  | 2.  | A Grain of Deception       | Fred Gerber     | Patti Carr és Lara Olsen            | 2017. február 17. 2017. szeptember 30. | 0,67 millió |
| 65.  | 3.  | Leaps of Faith             | Charles Binamé  | April Blair és Laurie McCarthy      | 2017. február 24. 2017. szeptember 30. | 0,59 millió |
| 66.  | 4.  | Playing with Fire          | Fred Gerber     | John J. Sakmar és Kenny Lenhart     | 2017. március 3. 2017. október 7.      | 0,64 millió |
| 67.  | 5.  | Highland Games             | Michael McGowan | Robert Doty                         | 2017. március 17. 2017. október 7.     | 0,76 millió |
| 68.  | 6.  | Love & Death               | Megan Follows   | Drew Lindo és Wendy Riss Gatsiounis | 2017. március 24. 2017. október 14.    | 0,75 millió |
| 69.  | 7.  | Hanging Swords             | Lee Rose        | Chris Atwood és Kamran Pasha        | 2017. március 31. 2017. október 14.    | 0,66 millió |
| 70.  | 8.  | Uncharted Waters           | Fred Gerber     | Bo Yeon Kim és Erika Lippoldt       | 2017. április 7. 2017. október 21.     | 0,71 millió |
| 71.  | 9.  | Pulling Strings            | Andy Mikita     | April Blair és Laurie McCarthy      | 2017. április 14. 2017. október 21.    | 0,63 millió |
| 72.  | 10. | A Better Man               | Dawn Wilkinson  | John J. Sakmar és Kenny Lenhart     | 2017. április 28. 2017. október 28.    | 0,68 millió |
| 73.  | 11. | Dead of Night              | Deborah Chow    | Wendy Riss Gatsiounis és Drew Lindo | 2017. május 5. 2017. október 28.       | 0,69 millió |
| 74.  | 12. | The Shakedown              | Norma Bailey    | Patti Carr és Lara Olsen            | 2017. május 12. 2017. november 4.      | 0,76 millió |
| 75.  | 13. | Coup de Grace              | Megan Follows   | John J. Sakmar és Kerry Lenhart     | 2017. május 19. 2017. november 4.      | 0,71 millió |
| 76.  | 14. | A Bride, A Box, A Body     | Andy Mikita     | April Blair és Robert D. Doty       | 2017. június 2. 2017. november 11.     | 0,74 millió |
| 77.  | 15. | Blood in the Water         | Charles Binamé  | Drew Lindo és Wendy Riss Gatsiounis | 2017. június 9. 2017. november 11.     | 0,67 millió |
| 78.  | 16. | All it Cost Her...         | Holly Dale      | April Blair és Laurie McCarthy      | 2017. június 16. 2017. november 18.    | 0,75 millió |